# Димитър Бояджиев (конкурс)
Националният конкурс за млади поети Димитър Бояджиев е литературен конкурс, организиран от община Пазарджик. Първото му издание е през 2011 г. и се провежда на всеки 2 години. Носи името на родения в Пазарджик поет Димитър Бояджиев.

## Регламент
Право на участие имат поети до 30-годишна възраст. Голямата награда е издаване на стихосбирка, като освен това се издава и сборник с най-добрите автори от всяко издание на конкурса.

## Лауреати през годините
| № | Година | Голяма награда                | Отличени автори | Издадени книги                                 |
| - | ------ | ----------------------------- | --- | ---------------------------------------------- |
| 1 | 2011   | - Стефан Радев                | | - „Бутилка, чаша и радио“ (ИК „Жанет 45“)      |
| 2 | 2013   | - Лилия Кашукеева             | Бистра Величкова, Мартина Вичева, Иван Вълев, Владислав Дацов, Нели Кацарова, Дафин Козарев, Габриела Русева, Виктор Топалов, Даниел Тунев, Гала Цонева                                                              | - „Сърдечни оттенъци“ (ИК „Литературен форум“) |
| 3 | 2015   | Голяма награда не се присъжда | Ради Йовчев и др. |                                                |
| 4 | 2017   | Атанас Д. Янев                | Стамена Дацева, Нели Станева, Златина Тодорова, Александър Петров, Ева Пацовска, Кремена Коева, Валери Холеров, Десислава Пламенова Жекова, Александър Тодоров Габровски, Ясен Василев, Полина – Десислава Бетешкова | „Лазурът се разлисти“ (ИК „Литературен форум“) |
| 5 | 2019   | Денис Олегов                  | Сборник не се издава | „Вечен чужденец“ (ИК „Лексикон“)               |
| 6 | 2021   | Голяма награда не се присъжда | Сборник не се издава |                                                |
| 7 | 2024   | Невена Найденова              | | "Първи думи" (ИК "Български писател")          |